# Deivid Washington
Deivid Washington de Souza Eugênio (ur. 5 czerwca 2005 w Itumbiarze) – brazylijski piłkarz występujący na pozycji napastnika, od 2025 roku zawodnik Santosu.